# Teorema de Frobenius
En matemàtiques, el teorema de Frobenius dona les condicions necessàries i suficients per trobar un conjunt màxim de solucions independents d'un sistema sobredeterminat d'equacions en derivades parcials lineals homogènies de primer ordre. En termes geomètrics moderns, donada una família de camps vectorials, el teorema dona les condicions d'integrabilitat necessàries i suficients per a l'existència d'una foliació per varietats integrals màximes els paquets tangents de les quals estan abastats pels camps vectorials donats. El teorema generalitza el teorema d'existència per a les equacions diferencials ordinàries, que garanteix que un sol camp vectorial sempre dona lloc a corbes integrals; Frobenius dona condicions de compatibilitat sota les quals les corbes integrals de camps vectorials r s'emboliquen en quadrícules de coordenades en varietats integrals r-dimensionals. El teorema és fonamental en topologia diferencial i càlcul sobre varietats.
En la seva forma més elemental, el teorema aborda el problema de trobar un conjunt màxim de solucions independents d'un sistema regular d'equacions diferencials parcials homogènies lineals de primer ordre. Deixar
{\displaystyle \left\{f_{k}^{i}:\mathbf {R} ^{n}\to \mathbf {R} \ :\ 1\leq i\leq n,1\leq k\leq r\right\}}
ser una col·lecció de funcions C1, amb r < n, i tal que la matriu ( f i
k ) té rang r. Considereu el següent sistema d'equacions diferencials parcials per a una funció C2 u : Rn → R:
{\displaystyle (1)\quad {\begin{cases}L_{1}u\ {\stackrel {\mathrm {def} }{=}}\ \sum _{i}f_{1}^{i}(x){\frac {\partial u}{\partial x^{i}}}=0\\L_{2}u\ {\stackrel {\mathrm {def} }{=}}\ \sum _{i}f_{2}^{i}(x){\frac {\partial u}{\partial x^{i}}}=0\\\qquad \cdots \\L_{r}u\ {\stackrel {\mathrm {def} }{=}}\ \sum _{i}f_{r}^{i}(x){\frac {\partial u}{\partial x^{i}}}=0\end{cases}}}
Es busquen condicions sobre l'existència d'una col·lecció de solucions u1, ..., un−r tals que els gradients ∇u1, ..., ∇un−r siguin linealment independents.
El teorema de Frobenius afirma que aquest problema admet una solució localment si, i només si, els operadors Lk compleixen una certa condició d'integrabilitat coneguda com a involutivitat. Concretament, han de satisfer les relacions de la forma
{\displaystyle L_{i}L_{j}u(x)-L_{j}L_{i}u(x)=\sum _{k}c_{ij}^{k}(x)L_{k}u(x)}
per a 1 ≤ i, j ≤ r, i totes les funcions C2 u, i per a alguns coeficients c kij (x) que poden dependre de x. En altres paraules, els commutadors [Li, Lj] han de situar-se en l'envergadura lineal de Lk en cada punt. La condició d'involutivitat és una generalització de la commutativitat de les derivades parcials. De fet, l'estratègia de demostració del teorema de Frobenius és formar combinacions lineals entre els operadors Li de manera que els operadors resultants commutin, i després demostrar que hi ha un sistema de coordenades yi per al qual aquestes són precisament les derivades parcials amb respecte a y1, ..., yr.